# Llista de monuments de Capdepera
Llista de monuments de Capdepera catalogats pel consell insular de Mallorca com a Béns d'Interès Cultural en la categoria de monuments pel seu interès històric, artístic, arquitectònic, arqueològic, històric-industrial, etnològic, social, científic o tècnic.
| Monument                                                               | Tipus                | Localització                                     | Coordenades                                          | Codi?         | Imatge |
| ---------------------------------------------------------------------- | -------------------- | ------------------------------------------------ | ---------------------------------------------------- | ------------- | --- |
| Capella gòtica                                                         | Edif. religiosos     | Capdepera                                        |                                                      | RI-51-0008387 | Carregueu una nova foto d'aquest monument                                                                                               |
| Cap Vermell                                                            | Arq. defensiva       | Capdepera                                        |                                                      | RI-51-0008388 | Carregueu una nova foto d'aquest monument                                                                                               |
| Torre Esbucada                                                         | Arq. defensiva       | Capdepera Camí des Far de Capdepera              | 39° 43′ 01″ N, 3° 28′ 31″ E / 39.717056°N,3.4753°E   | RI-51-0008389 | Torre Esbucada (Capdepera) · Vegeu més fotos d'aquest monument · Carregueu una nova foto d'aquest monument                              |
| Torre Nova                                                             | Arq. defensiva       | Capdepera                                        |                                                      | RI-51-0008390 | Carregueu una nova foto d'aquest monument                                                                                               |
| Talaia Nova Cap Vermell                                                | Arq. defensiva       | Capdepera Sa Talaia Vella, Cap Vermell, Canyamel | 39° 39′ 39″ N, 3° 26′ 58″ E / 39.660812°N,3.449465°E | RI-51-0008391 | Talaia Nova Cap Vermell (Capdepera) · Modifica el valor a Wikidata · Carregueu una nova foto d'aquest monument                          |
| Talaia Vella                                                           | Arq. defensiva       | Capdepera Ses Talaietes, Cap Vermell, Canyamel   | 39° 39′ 26″ N, 3° 27′ 12″ E / 39.657186°N,3.453322°E | RI-51-0008392 | Carregueu una nova foto d'aquest monument                                                                                               |
| Son Jaumell                                                            | Arq. defensiva       | Capdepera Cap des Freu                           | 39° 44′ 18″ N, 3° 27′ 06″ E / 39.738324°N,3.451544°E | RI-51-0008393 | Son Jaumell (Capdepera) · Vegeu més fotos d'aquest monument · Carregueu una nova foto d'aquest monument                                 |
| Torre de Canyamel                                                      | Arq. defensiva       | Capdepera Carretera Artà-Canyamel, km 5          | 39° 40′ 03″ N, 3° 24′ 42″ E / 39.667421°N,3.411753°E | RI-51-0008394 | Torre de Canyamel (Capdepera) · Vegeu més fotos d'aquest monument · Carregueu una nova foto d'aquest monument                           |
| Son Guiscafre                                                          | Arq. defensiva       | Capdepera                                        |                                                      | RI-51-0008395 | Carregueu una nova foto d'aquest monument                                                                                               |
| Castell de Capdepera                                                   | Arq. defensiva       | Capdepera Dalt del nucli urbà                    | 39° 42′ 15″ N, 3° 26′ 00″ E / 39.704042°N,3.433393°E | RI-51-0008396 | Castell de Capdepera · Vegeu més fotos d'aquest monument · Carregueu una nova foto d'aquest monument                                    |
| Es Claper                                                              | Arq. defensiva       | Capdepera Carrer dels Clapers                    | 39° 41′ 54″ N, 3° 26′ 06″ E / 39.69827°N,3.435062°E  | RI-51-0008397 | Carregueu una nova foto d'aquest monument                                                                                               |
| N'Anyana                                                               | Arq. defensiva       | Capdepera                                        |                                                      | RI-51-0008398 | Carregueu una nova foto d'aquest monument                                                                                               |
| S'Heretat                                                              | Arq. defensiva       | Capdepera Ses Talaietes, Cap Vermell, Canyamel   | 39° 39′ 28″ N, 3° 27′ 12″ E / 39.657768°N,3.453432°E | RI-51-0008399 | Carregueu una nova foto d'aquest monument                                                                                               |
| Creu de s'Escorxador                                                   | Creus de terme       | Capdepera                                        | 39° 42′ 05″ N, 3° 25′ 29″ E / 39.701376°N,3.424843°E | RI-51-0010277 | Carregueu una nova foto d'aquest monument                                                                                               |
| Habitacions prehistòriques de Canyamel / L'Àngel                       | Monument arqueològic | Capdepera                                        |                                                      | RI-51-0001968 | Carregueu una nova foto d'aquest monument                                                                                               |
| Habitacions prehistòriques de Canyamel / Baix des Llisar Sud           | Monument arqueològic | Capdepera                                        | 39° 39′ 33″ N, 3° 25′ 07″ E / 39.659194°N,3.418744°E | RI-51-0001969 | Carregueu una nova foto d'aquest monument                                                                                               |
| Habitacions prehistòriques de Canyamel / Baix des Llisar Nord          | Monument arqueològic | Capdepera                                        | 39° 39′ 33″ N, 3° 25′ 00″ E / 39.659075°N,3.416750°E | RI-51-0001970 | Carregueu una nova foto d'aquest monument                                                                                               |
| Necròpolis de Canyamel / Sa Gola                                       | Monument arqueològic | Capdepera                                        | 39° 39′ 24″ N, 3° 26′ 38″ E / 39.656767°N,3.443908°E | RI-51-0001971 | Carregueu una nova foto d'aquest monument                                                                                               |
| Necròpolis de Canyamel / Puig de s'Hort                                | Monument arqueològic | Capdepera                                        | 39° 39′ 23″ N, 3° 25′ 32″ E / 39.656332°N,3.425550°E | RI-51-0001972 | Carregueu una nova foto d'aquest monument                                                                                               |
| Talaiot des Claper                                                     | Monument arqueològic | Capdepera                                        | 39° 42′ 02″ N, 3° 25′ 50″ E / 39.700463°N,3.430487°E | RI-51-0001974 | Carregueu una nova foto d'aquest monument                                                                                               |
| Talaiot de s'Heretat / Es Claper des Gegant                            | Monument arqueològic | Capdepera                                        | 39° 40′ 41″ N, 3° 25′ 49″ E / 39.677939°N,3.430347°E | RI-51-0001975 | Talaiot de s'Heretat / Es Claper des Gegant (Capdepera) · Vegeu més fotos d'aquest monument · Carregueu una nova foto d'aquest monument |
| Talaiot de s'Horta                                                     | Monument arqueològic | Capdepera                                        |                                                      | RI-51-0001976 | Carregueu una nova foto d'aquest monument                                                                                               |
| Cova de sa Mesquida Vella / Es Torrent                                 | Monument arqueològic | Capdepera                                        |                                                      | RI-51-0001977 | Carregueu una nova foto d'aquest monument                                                                                               |
| Conjunt prehistòric de sa Mesquida de Baix / Es Pujolets               | Monument arqueològic | Capdepera                                        | 39° 44′ 38″ N, 3° 25′ 33″ E / 39.743909°N,3.425855°E | RI-51-0001978 | Carregueu una nova foto d'aquest monument                                                                                               |
| Habitacions prehistòriques de sa Mesquida de Dalt / Cloves des Molinot | Monument arqueològic | Capdepera                                        | 39° 42′ 28″ N, 3° 25′ 59″ E / 39.707662°N,3.433098°E | RI-51-0001979 | Carregueu una nova foto d'aquest monument                                                                                               |
| Restes prehistòriques de Puig d'en Nofre                               | Monument arqueològic | Capdepera                                        | 39° 43′ 06″ N, 3° 26′ 24″ E / 39.718268°N,3.439931°E | RI-51-0001981 | Carregueu una nova foto d'aquest monument                                                                                               |
| Restes prehistòriques de Punta des Castellàs                           | Monument arqueològic | Capdepera                                        |                                                      | RI-51-0001982 | Carregueu una nova foto d'aquest monument                                                                                               |
| Poblat emmurallat de Son Barbassa / Es Puig                            | Monument arqueològic | Capdepera                                        | 39° 43′ 26″ N, 3° 25′ 02″ E / 39.723938°N,3.417214°E | RI-51-0001983 | Carregueu una nova foto d'aquest monument                                                                                               |
| Talaiot de Son Favar                                                   | Monument arqueològic | Capdepera                                        | 39° 41′ 44″ N, 3° 25′ 24″ E / 39.695535°N,3.423225°E | RI-51-0001984 | Carregueu una nova foto d'aquest monument                                                                                               |
| Cova de Son Jaumell / Camí de na Begassa                               | Monument arqueològic | Capdepera                                        | 39° 43′ 38″ N, 3° 25′ 49″ E / 39.727260°N,3.430404°E | RI-51-0001986 | Carregueu una nova foto d'aquest monument                                                                                               |
| Necròpolis de Son Jaumell / Ses Covasses                               | Monument arqueològic | Capdepera                                        | 39° 43′ 34″ N, 3° 27′ 13″ E / 39.725982°N,3.453699°E | RI-51-0001987 | Carregueu una nova foto d'aquest monument                                                                                               |
| Cova de Son Primer / Coves Guinardes                                   | Monument arqueològic | Capdepera                                        | 39° 40′ 37″ N, 3° 23′ 54″ E / 39.676962°N,3.398248°E | RI-51-0001990 | Carregueu una nova foto d'aquest monument                                                                                               |
| Habitació prehistòrica de Son Valent / Can Fil de Baix                 | Monument arqueològic | Capdepera                                        | 39° 40′ 59″ N, 3° 25′ 07″ E / 39.683135°N,3.418737°E | RI-51-0001991 | Carregueu una nova foto d'aquest monument                                                                                               |
| Talaiot de Son Valent / Es Sementeret                                  | Monument arqueològic | Capdepera                                        |                                                      | RI-51-0001992 | Carregueu una nova foto d'aquest monument                                                                                               |
| Poblat emmurallat de Sos Sastres                                       | Monument arqueològic | Capdepera                                        | 39° 42′ 05″ N, 3° 23′ 56″ E / 39.701477°N,3.398999°E | RI-51-0001993 | Carregueu una nova foto d'aquest monument                                                                                               |
| Restes prehistòriques de ses Talaioles                                 | Monument arqueològic | Capdepera                                        | 39° 42′ 29″ N, 3° 25′ 52″ E / 39.708120°N,3.431118°E | RI-51-0001994 | Carregueu una nova foto d'aquest monument                                                                                               |
| Restes prehistòriques de s'Ullal / Es Claperot                         | Monument arqueològic | Capdepera                                        | 39° 43′ 00″ N, 3° 26′ 41″ E / 39.716628°N,3.444821°E | RI-51-0001995 | Carregueu una nova foto d'aquest monument                                                                                               |